# Always (Irving Berlin)

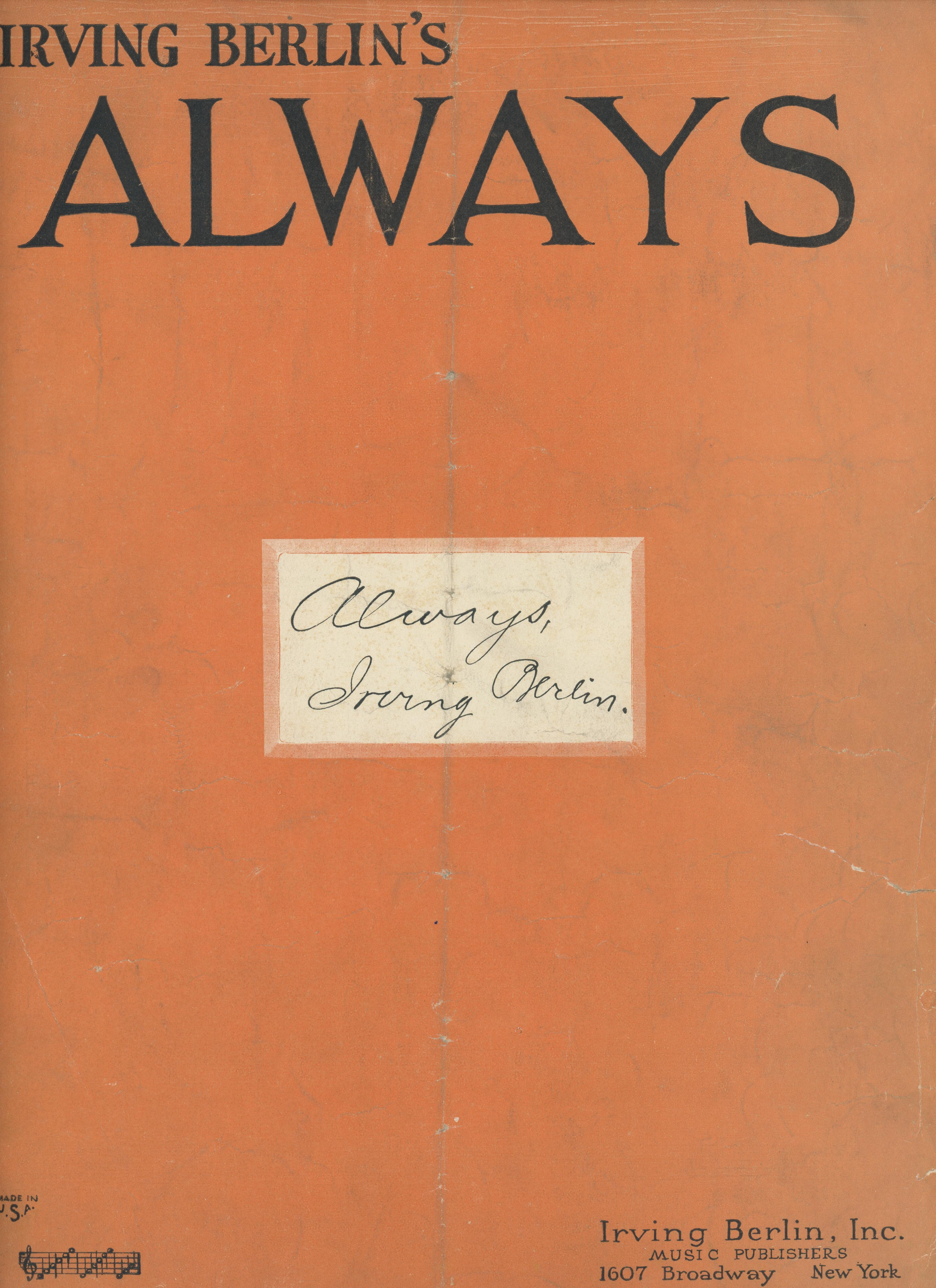
Bladmuziekhoes van Always

Always is een nummer geschreven door Irving Berlin in 1925 als huwelijksgeschenk voor zijn vrouw Ellin Mackay. Het diende als een vervolg op Berlins eerdere lied When I Lost You, dat ging over de dood van zijn eerste vrouw Dorothy. Het werd gezongen in de film Christmas Holiday uit 1944 en is een belangrijk element in Noël Coward's toneelstuk Blithe Spirit.  Het heeft ook verscheidene andere film- en tv-optredens gehad, waaronder in de Lou Gehrig-biopic The Pride of the Yankees uit 1942 en als achtergrondthema in afleveringen van Jackie Gleason's tv-serie The Honeymooners. Op 1 januari 2021 ging het lied over naar het publiek domein in de Verenigde Staten.